# برایان پرایس
برایان پرایس (انگلیسی: Brian Price؛ زادهٔ ۱۹ فوریهٔ ۱۹۷۶) قایقران روئینگ اهل کانادا بود.